# 佐藤天平

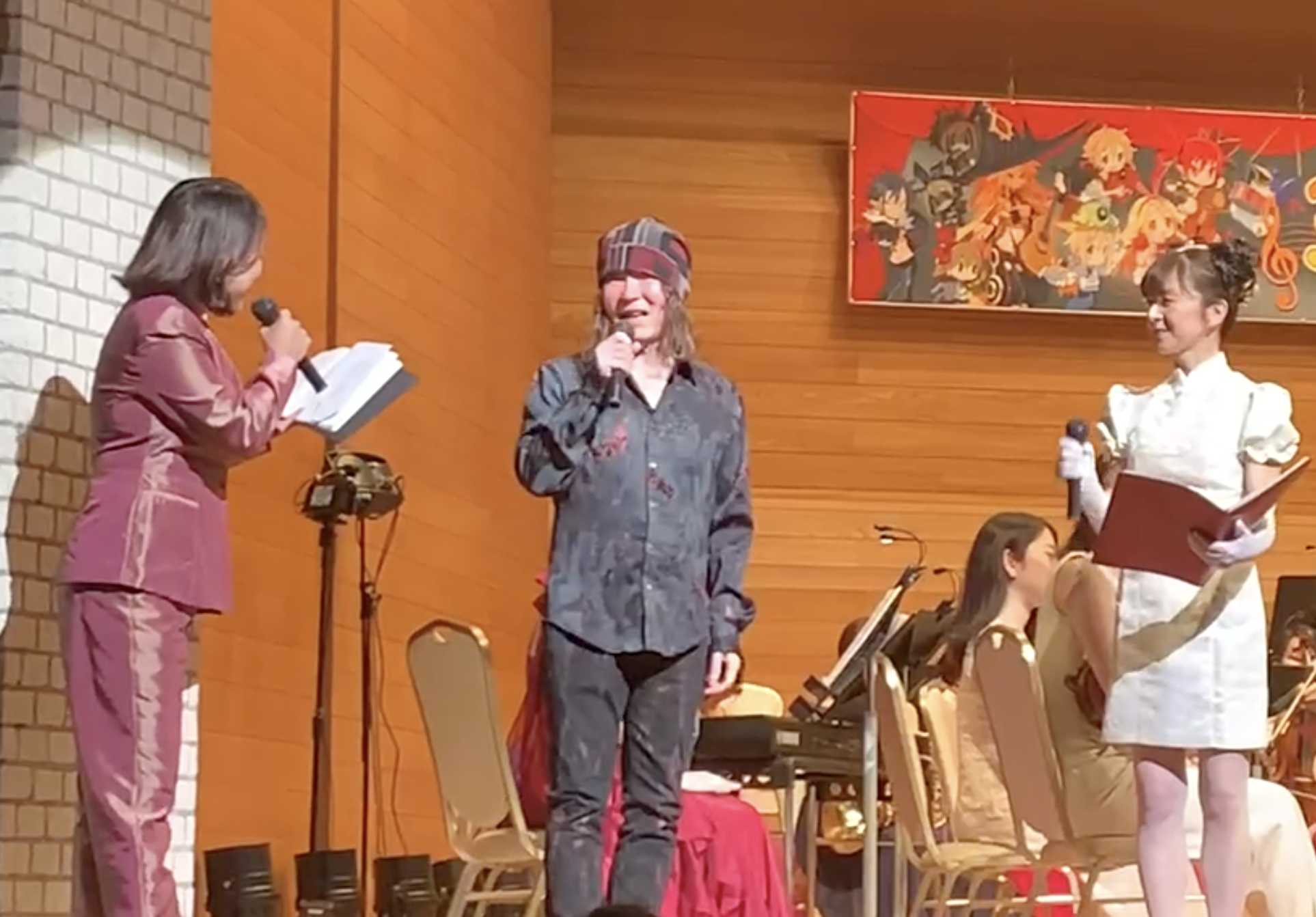
佐藤 天平、2024 年 6 月 23 日, 日本一ソフトウェア30 周年記念コンサート

佐藤 天平（さとう てんぺい）は、日本の作曲家、編曲家。『Tenpei Artists Inc.』代表取締役社長。

## 概要
早稲田大学卒業。主に映画やアニメ、ゲームの楽曲を手掛けている。幼少期よりピアノのレッスンをはじめ、バンドや芸能山城組等での活動を経て、渋谷にスタジオを構えて創作活動を行っている。サントラを中心に50枚超のCDアルバムを発表。ボーカリストとしても多くのテーマソングや挿入歌を歌っており、ロックバンドを率いてライブ活動を行っている。またMIDIのテクニカルな表現でも知られ、ソフトバンクより出版された著書もある。
2013年に東北地方太平洋沖地震の復興支援のために伊藤賢治と共に新レーベル『W-NOTE』を立ち上げ、チャリティアルバム『birthheart』の配信をiTunes Storeで開始した。

## 作品

### CD
- エメラルド・ドラゴン（PSCX-1044）
- 夢幻戦士ヴァリスII（CT28-5530）
- アルシャーク（VICL-5067）
- MEGA-CD アルシャーク（1993年10月1日、サンドストーム、POCH-2208）[2]
- ヴェイン・ドリーム（PSCX-1047）
- バイブルマスター2（1994年9月1日、サンドストーム、POCH-2212）[3]
- エテミブル〜天壌無窮（1995年2月25日、サウンドストーム、POCH-2218）[4]
- Imagination（1995年8月2日、ポリグラム、POCX-1007）[5]
- エコエコアザラク（POCX-1016）
- コンバット・チョロQ（1999年4月23日、AMJ、ABCA-15）[6]
- Shell Bullet（KICA-516）
- GUNSLINGER GIRL（MJCD 20013）
- D#1（TPPX-1001）
- Flowers*（TPPX-1002）
- CAL（NACL-1082）
- マール王国の人形姫（AZCA-10015）
- マール王国の人形姫 Vocal Album（KLCA-2013）
- リトルプリンセス〜マール王国の人形姫2〜 オリジナル・サウンドトラック（2000年3月8日、フューチャーランド、TYCY-10031）[7]
- Rhapsody（SLUS-01073）
- シェルブリット サナフス68（2000年7月21日、スターチャイルド、KICA-516）[8]
- 天使のプレゼント 〜マール王国物語〜オリジナル・サウンドトラック（2001年2月21日、フューチャーランド、TYCY-10044）[9]
- ミストラルージュ 精霊たちの音楽祭（2001年8月29日、ランティス、LACA-5057）[10]
- ラ・ピュセル〜光の聖女伝説〜 アレンジサウンドトラック（2002年5月29日、サイトロン・ディスク、SCDC-00183）[11]
- 魔界戦記ディスガイア（MACM-2028）
- ファントム・ブレイブ（2004年4月21日、サイトロン、SCDC-00348）[12]
- 佐藤天平 the BEST 日本一ミュージックコレクション Beautiful Days（2005年7月23日、日本一ソフトウェア）[13]
- 魔界戦記ディスガイア2 アレンジサウンドトラック（2006年6月28日、ジェネオン、GNCA-1092）[14]
- アニメ魔界戦記ディスガイア（GNCA-1103）
- ソウルクレイドル アレンジトラック（2007年4月25日、ハピネット、SCDC-00576）[15]
- 魔界戦記ディスガイア3 アレンジサウンドトラック（2008年4月16日、ティームエンタテインメント、KDSD-00192）[16]
- プリニー パーフェクト・オリジナルサウンドトラック（2008年12月19日、日本一ソフトウェア）[17]
- 魔界戦記ディスガイア3 ラズベリル編 オリジナルサウンドトラック（2009年4月15日、ティームエンタテインメント、KDSD-00279）[18]
- 佐藤天平 the BEST 2 Heroic Saga（2009年12月10日、日本一ソフトウェア）[19]
- 魔界戦記ディスガイア4 アレンジサウンドトラック（2011年6月29日、ティームエンタテインメント、KDSD-00465）[20]
- 圧倒的遊戯ムゲンソウルズ（KDSD-00543,544）
- 圧倒的遊戯ムゲンソウルズZ（KDSD-00629,630,631）
- ディスガイアD2 アレンジサウンドトラック（2013年6月12日、ランティス、LACA-15304）[21]
- アサギボーカルアルバム（2013年8月19日、日本一ソフトウェア）[22]
- 魔女と百騎兵（MKDS-0001）
- 魔界戦記ディスガイア5 アレンジサウンドトラック（2015年9月11日、MissKissDisc、MKDS-0002）[23]
- 魔界戦記ディスガイア プレミアムサウンドトラック（MKDS-0003）
- ルフランの地下迷宮と魔女ノ旅団 アレンジサウンドトラック（2016年12月29日、MissKissDisc、MKDS-0004）[24]
- 魔界戦記ディスガイア2 プレミアムサウンドトラック（2017年6月23日、MissKissDisc、MKDS-0006）[25]
- 魔女と百騎兵2 アレンジサウンドトラック（2017年11月24日、MissKissDisc、MKDS-0007）[26]
- ブリガンダイン～ルーナジア戦記　アレンジサウンドドラック（2021年8月10日、MissKissDisc、MKDS-0008）
- Vocaliere～佐藤天平ボーカルアルバム（2022年7月8日、MissKissDisc、MKDS-0009）
- ガレリアと地下迷宮の魔女ノ旅団 アレンジサウンドトラック（2023年5月19日、MissKissDisc、MKDS-0010）

### ゲーム
- XZR 破戒の偶像（1988年）
- XZRII 完結編（1988年）
- エメラルドドラゴン（1989年）
- 夢幻戦士ヴァリスII（1989年）
- ガデュリン（1990年）アレンジ
- タスクフォースハリアーEX（1991年）
- アルシャーク（1991年）
- ヴェインドリーム（1991年）
- 夢幻戦士ヴァリス （1991年）メガドライブ版 アレンジ
- 豪槍神雷伝説「武者」（1992年）アレンジ
- 機動装甲ダイオン（1992年）
- CALII（1993年）
- 神聖紀オデッセリア（1993年）
- エイリアンVSプレデター（1993年）
- スーパーストリートバスケットボール2（1994年）
- バイブルマスター2（1994年）
- マグナブラバン〜遍歴の勇者（1994年）
- エテミブル（1995年）
- 就職ゲーム（1995年）
- エコエコアザラク（1995年）
- ハード・ブロウ（1996年）
- マール王国の人形姫（1998年）
- カクテルハーモニー（1998年）
- かまいたちの夜 特別編（サウンドプログラム　1998年）
- リトルプリンセス マール王国の人形姫2（1999年）
- コンバットチョロQ（1999年）
- 超磁力戦士ミクロマン ジェネレーション2000（1999年）
- 天使のプレゼント マール王国物語（2000年）
- ブリガンダイン グランドエディション（2000年）
- EXビリヤード（2000年）
- アメリカン・アーケード（2000年）
- チョロQHG（2001年）
- マールDEジグソー（2001年）
- ラ・ピュセル 光の聖女伝説（2002年）
- 魔界戦記ディスガイア（2003年）
- マールじゃん!!（2003年）
- ファントム・ブレイブ（2004年）
- GUNSLINGER GIRL（2004年）
- シュガシュガルーン〜恋もおしゃれにピックアップ（2005年）
- 魔界戦記ディスガイア2（2006年）
- ソウルクレイドル 世界を喰らう者（2007年）
- ナンプレ（2007年）
- 魔界戦記ディスガイア3（2008年）
- プリニー 〜オレが主人公でイイんスか?〜（2008年）
- アンティフォナの聖歌姫 〜天使の楽譜 Op.A〜（2009年）[27]
- ディスガイア インフィニット（2009年）
- ラ・ピュセル†ラグナロック（2009年）
- プリニー2 〜特攻遊戯〜（2010年）
- ファントム・ブレイブ PORTABLE（2010年）
- 魔界戦記ディスガイア4（2011年）
- 魔界戦記ディスガイア4 フーカ・デスコ編（2011年）
- 魔界戦記ディスガイア3 Returns（2012年）
- 圧倒的遊戯 ムゲンソウルズ（2012年）
- 圧倒的遊戯 ムゲンソウルズZ（2013年）
- ディスガイア ディメンション2（2013年）
- 魔女と百騎兵（2013年）
- 魔界戦記ディスガイア4Return（2014年）
- 魔界戦記ディスガイア5（2015年）
- 魔壊神トリリオン（2015年）
- メイQノ地下ニ死ス（2015年）
- ルフランの地下迷宮と魔女ノ旅団（2016年）
- 魔女と百騎兵2（2017年）
- 魔界ウォーズ（2018年）
- ディスガイアRPG（2019年）
- ブリガンダイン ルーナジア戦記（2020年）[28]
- ディスガイア6（2021年）
- ファントム・ブレイブ 幽霊船団と消えた英雄（2024年）

### アニメ
- いつかのメイン（1996年）
- Schell Bullet（2000年）
- 魔界戦記ディスガイア（2006年）

### 映画
- 怪獣の観た夢（1992年）
- 生まれ変われるものなら（1996年）
- D#1（1997年）
- Time after time（2001年）
- ザ・オークション (2002年）
- Flowers*（2005年）

### 舞台
- うりずんの風（2010年）
- 宝塚歌劇団星組公演 Killer Rouge（キラー ルージュ）（2018年）[29]

### 楽曲を提供したアーティスト
- 岡田浩暉
- 宮野真守
- 森川智之
- 田村ゆかり
- 茅原実里
- 三森すずこ
- 下田麻美
- 長谷川明子
- 愛美
- 三澤紗千香
- 川村万梨阿
- 大谷育江
- 三石琴乃
- 富沢美智恵
- 折笠愛
- リンホブデイ
- エミエバンス
- サラオレイン
- YURIA
- 霜月はるか
- 柚楽弥衣
- 千葉麗子
- 千葉真子
- 高橋淳
- 大河内雅子
- 世怜奈
- 舞弥
- 立石玲
- 安田みずほ
- いちごホリック
- パフ
- 有馬美紀
- HAL
- 山本美禰子
- 中恵光城

他多数

## 書籍
- 『コンピュータ・ミュージック スーパー・ビギナーズマニュアル For Macintosh & Windows』（1997年8月、ソフトバンク出版事業部）ISBN 4-7973-0302-6